# Token Racing
Token war ein britisches Formel-1-Team, das in der Saison 1974 zu vier Grands Prix gemeldet war und dreimal startete. Es konnte keine WM-Punkte erzielen.

## Geschichte
Ursprünglich plante Vorbesitzer Ron Dennis, sein Formel-2-Team Rondel für die Saison 1974 in der Formel 1 an den Start zu bringen, was aufgrund des Rückzugs von Hauptsponsor Motul wegen der Ölkrise 1973 aber scheiterte. Dennis hatte die Entwicklung eines Chassis bereits in Auftrag gegeben, musste das Team aber kurz danach verkaufen. Die neuen Teambesitzer Tony Vlassopoulo und Ken Grob nannten den Rennstall von nun an Token, zusammengesetzt aus der jeweils ersten Silbe ihrer Vornamen. Mit einem Cosworth-Motor, Pirelli-Reifen und Shell als Hauptsponsor stieg man in die Formel 1 ein. Die Chassisbezeichnung lautete „RJ02“ nach den Initialen von Designer Ray Jessop.
Als Fahrer wurde Tom Pryce, der bisher in der britischen Formel 5000 startete, verpflichtet. Zum fünften Rennen der Saison, dem Großen Preis von Belgien in Nivelles-Baulers, trat das Team zum ersten Mal an. Pryce qualifizierte sich als 20. von 32 Teilnehmern, schied im Rennen wegen einer Kollision mit Jody Scheckter im Tyrrell jedoch aus. Auch für den Großen Preis von Monaco beantragte man eine Teilnahme, die von der FISA aufgrund der Unerfahrenheit von Pryce jedoch abgelehnt wurde. Infolgedessen verließ der Waliser das Team in Richtung Shadow.
Der nächste Grand Prix, an dem Token teilnahm, fand im britischen Brands Hatch statt. Als neuer Fahrer wurde David Purley verpflichtet, der bereits vier Formel-1-Rennen in der Vorsaison bestritt. Er scheiterte um einen Rang an der Qualifikation mit dem 26. von 34 Startplätzen und verließ das Team anschließend wieder.
Die beiden darauffolgenden Rennen in Deutschland und Österreich sollten bereits die letzten in der kurzen Teamgeschichte sein. Als Pilot wurde der britische Formel-1-Neuling Ian Ashley eingesetzt. Auf der anspruchsvollen Nordschleife qualifizierte Ashley sich als 26. für den letzten Startplatz und konnte sechs Fahrer hinter sich lassen. Ashley lag zwischenzeitlich auf dem achten Rang, verlor jedoch einen Reifen und musste mit drei Rädern um die halbe Strecke fahren, bevor er einen zweiminütigen Boxenstopp einlegte. Er erreichte mit einer Runde Rückstand als 14. und letzter die Ziellinie. Auch beim Großen Preis von Österreich, wo Ashley sich als 25. qualifizierte, traten während des Rennens Reifenprobleme auf, die ihn zu zwei Boxenstopps zwangen. Mit acht Runden Rückstand wurde er nicht klassifiziert.
Nach diesen enttäuschenden Zwischenfällen zogen sich Ashleys Sponsoren zurück und das Team musste sich aus Geldmangel zurückziehen. Der Wagen wurde im nächsten Jahr bei Safir Engineering zum Race of Champions und bei der BRDC International Trophy eingesetzt.

## Ergebnisse in der Formel 1
| Saison | 1 | 2 | 3 | 4 | 5       | 6 | 7 | 8 | 9 | 10      | 11     | 12     | 13 | 14 | 15 | Rang | Punkte |
| ------ | - | - | - | - | ------- | - | - | - | - | ------- | ------ | ------ | -- | -- | -- | ---- | ------ |
| 1974   |   |   |   |   |         |   |   |   |   |         |        |        |    |    |    | 16.  | 0      |
| 1974   |   |   |   |   | PRY DNF |   |   |   |   | PUR DNQ | ASH 14 | ASH NC |    |    |    | 16.  | 0      |

| Legende  | Legende            | Legende                                                          |
| Farbe    | Abkürzung          | Bedeutung                                                        |
| -------- | ------------------ | ---------------------------------------------------------------- |
| Gold     | –                  | Sieg                                                             |
| Silber   | –                  | 2. Platz                                                         |
| Bronze   | –                  | 3. Platz                                                         |
| Grün     | –                  | Platzierung in den Punkten                                       |
| Blau     | –                  | Klassifiziert außerhalb der Punkteränge                          |
| Violett  | DNF                | Rennen nicht beendet (did not finish)                            |
| Violett  | NC                 | nicht klassifiziert (not classified)                             |
| Rot      | DNQ                | nicht qualifiziert (did not qualify)                             |
| Rot      | DNPQ               | in Vorqualifikation gescheitert (did not pre-qualify)            |
| Schwarz  | DSQ                | disqualifiziert (disqualified)                                   |
| Weiß     | DNS                | nicht am Start (did not start)                                   |
| Weiß     | WD                 | zurückgezogen (withdrawn)                                        |
| Hellblau | PO                 | nur am Training teilgenommen (practiced only)                    |
| Hellblau | TD                 | Freitags-Testfahrer (test driver)                                |
| ohne     | DNP                | nicht am Training teilgenommen (did not practice)                |
| ohne     | INJ                | verletzt oder krank (injured)                                    |
| ohne     | EX                 | ausgeschlossen (excluded)                                        |
| ohne     | DNA                | nicht erschienen (did not arrive)                                |
| ohne     | C                  | Rennen abgesagt (cancelled)                                      |
| ohne     | keine WM-Teilnahme |                                                                  |
| sonstige | P/fett             | Pole-Position                                                    |
| sonstige | 1/2/3/4/5/6/7/8    | Punktplatzierung im Sprint-/Qualifikationsrennen                 |
| sonstige | SR/kursiv          | Schnellste Rennrunde                                             |
| sonstige | *                  | nicht im Ziel, aufgrund der zurückgelegten Distanz aber gewertet |
| sonstige | ()                 | Streichresultate                                                 |
| sonstige | unterstrichen      | Führender in der Gesamtwertung                                   |